# Ampelisca jingara
Ampelisca jingara är en kräftdjursart. Ampelisca jingara ingår i släktet Ampelisca och familjen Ampeliscidae. Inga underarter finns listade i Catalogue of Life.